# إبراهيم بن حسن الشعبي
إبراهيم بن حسن الشعبي، شاعر وأديب وعالم دين سعودي، اسمه إبراهيم بن حسن بن محمد الشعبي، ولد في محافظة صامطة التابعة لمنطقة جازان في المملكة العربية السعودية عام 1357 هـ الموافق 1932، درس في المدرسة السلفية بصامطة، ثم التحق بمعهدها العلمي عند افتتاحه عام 1374 هـ تتلمذ فيه على يدي الشيخ حافظ الحكمي، وعند تخرجه التحق بكلية الشريعة بجامعة الإمام محمد بن سعود الإسلامية بالرياض حيث تخرج منها عام 1383 هـ.

## عمله
عمل الشعبي بعد تخرجه من كلية الشريعة مديرا لثانوية معاذ بن جبل بجازان، ثم نقلت خدماته التعليمية إلى التدريس في منطقة عسير، ليعود بعدها إلى منطقة جازان مرة أخرى حيث عمل في مدارسها، ثم انتقل للتدريس في معاهد المنطقة العلمية حتى عام 1394 هـ حيث نقلت خدماته إلى وزارة الشؤون البلدية والقروية ليعمل رئيسا لبلدية صامطة، واستمر فيها حتى طلب الإحالة على التقاعد، تفرغ بعدها لأعماله الخاصة وقراءاته وحواراته الأدبية، ويعد الشعبي من منشئي الدواوين الأدبية والعلمية في منطقة جازان، فهو صاحب ديوانية الشعبي في صامطة ومشرفها العام بالتعاون مع أبنائه ومع مجموعة من محبي الشعر والكتاب وطلبة العلم، تبدأ ديوانيته في النشاط خارج أيام ومواسم الإجازات الرسمية للدولة، حيث تعقد فيها أمسيات ومحاضرات كل ليلة أربعاء من كل أسبوع بين شعر ونثر وقضايا اجتماعية ودينية.

## شاعريته
«إبراهيم الشعبي شاعر مطبوع لا يتكلّف، سهل الكلمة، واضح العبارة يحيط بالموضوع كاملاً في قصيدته بأسلوب جميل، وديوانه» وحي الواجب«يشير بوضوح إلى أنه كان صاحب قضية في شعره يطرحها دون رمزية أو استعارة».

## مؤلفاته
للشعبي كتابان مطبوعان هما:
- ملامح نهج السلف.
- وحي الواجب (ديوان شعري).

## وفاته
توفي إبراهيم الشعبي في مستشفى القوات المسلحة بالرياض في عام 1431 هـ الموافق 2010 وذلك بعد معاناة صحية عانى منها إثر حادث عرضي تفاقمت بسببه حالته تدريجيا، ليتم نقله إلى المستشفى العسكري بالرياض حيث وافته المنية هناك، وقد نقل جثمانه إلى صامطة حيث دفن هناك.

## وصلات خارجية
- وفاة الشيخ إبراهيم حسن الشعبي أحد وجهاء وأعيان محافظة صامطة